# Michiel Elijzen
Michiel Elijzen (født 31. august 1982) er en hollandsk tidligere professionel cykelrytter.